# باساو
باساو (بالألمانية: Passau) هي مدينة، وبلدة جامعية، وDrei-Flüsse-Stadt وبلدية تقع في ألمانيا في بافاريا السفلى. يُقدر عدد سكانها بـ 50,507 نسمة.

## المدن التوأمة
مدن مونتيكيو ماجيوري، Colonia Tovar، مالقة، Hackensack، دامفريس [الإنجليزية]، كاجنيس سور مير، كرمس آن در دوناو، أكيتا (أكيتا)، تشيسكي بوديوفيتسه، ليوشو، فيسبرم، فارو، سكوركولا مارسيكانا وEferding هي مدن توأمة لـباساو.

## أعلام
- كارل برونر
- نيكولاوس أ. هوبر
- إدوارد هام
- جوهانس كوهن
- برونو جوناس
- وولف هوبر
- كارل فوكس
- أرشيدوقة ماريا مادالينا من النمسا
- يعقوب زيجلر